# Eshtaol
Eshtaol è un moshav nella zona centrale di Israele. Situato nel nord di Bet Shemesh, nel 2022 aveva una popolazione di 1 191 abitanti.
Il moshav è stato istituito nel 1949. I fondatori erano ebrei immigrati dallo Yemen, che si stabilirono in questo luogo non appena finita la Guerra d'indipendenza israeliana.